# Biografia niewolnika
Biografia niewolnika (oryg. hiszp. Biografia de un cimarrón) to jedna z najbardziej znanych powieści Miguela Barneta – kubańskiego poety, pisarza i etnografa. Książka została po raz pierwszy wydana w 1966 roku na Kubie, a w 1972 roku w Polsce przez wydawnictwo Książka i Wiedza, w przekładzie Heleny Czajki.

## Okoliczności powstania powieści
Treść powieści stanowią wspomnienia stuczteroletniego mężczyzny mieszkającego w Domu Weterana, byłego niewolnika o imieniu Esteban Montejo. Jego opowieści obejmują wydarzenia począwszy od okresu, kiedy był niewolnikiem, poprzez okres ukrywania się w kubańskich lasach, aż po życie na wolności i udział w wojnie o niepodległość. Autor zebrał i opracował autentyczne wspomnienia Monejo obejmujące najważniejsze wydarzenia z jego życia, przeplecione wieloma anegdotami i dygresjami o religii bądź prawach przyrody.
Barnet zebrawszy materiał, uporządkował chronologicznie wspomnienia mężczyzny i aby rzetelnie przedstawić wspomniane przez niego wydarzenia historyczne, posiłkował się zarówno wspomnieniami innych weteranów, jak i księgami konkretnych powiatów. Jednym z głównych założeń autora było jednak zachowanie stylu wypowiedzi informatora i typowego dla niego słownictwa, co udało się między innymi dzięki wykorzystaniu taśmy magnetofonowej podczas rozmów. Jak podkreśla autor, Biografia niewolnika nigdy nie miała być ani książką historyczną, ani powieścią. Miała ona być zebraniem cennych wspomnień mężczyzny, które w rzeczywistości mogły być zwierciadłem doświadczeń wielu podobnych osób tej burzliwej epoki.
Barnet w jednym z wywiadów przyznał, że książką, która go poruszyła i zainspirowała do przeprowadzenia wywiadów, i w efekcie napisania Biografii niewolnika, była książka Ricardo Pozasa pod tytułem Juan Pérez Jolote.

## Przynależność gatunkowa
Biografia niewolnika należy do specyficznego gatunku literackiego, który po hiszpańsku określa się mianem novela-testimonio, co w polskim przekładzie znaczyłoby powieść o charakterze świadectwa.
Nie jest to typowy gatunek literacki i wśród osób badających ten gatunek nie ma pełnej zgodności co do jego cech charakterystycznych. Niektórzy uważają, że novela-testimonio przypada na okres postboomu literatury hiszpańsko-amerykańskiej. Autor tworzący w tym okresie porządkuje tekst, nadaje mu ostateczną formę i przedstawia go, biorąc pod uwagę perspektywę rozmówcy (ta perspektywa odróżnia ten gatunek od tekstów zarówno biograficznych, jak i stricte historycznych). Ponadto, indywidualne wspomnienia spisane w novela-testimonio mogą reprezentować perspektywę dużo szerszej grupy osób. Ten gatunek łączy w sobie zarówno elementy realistyczne i wydarzenia historyczne, jak i elementy fantastyczne, które mogą być częścią subiektywnego postrzeganie rzeczywistości poprzez bohatera.
Kolejną charakterystyką może być to, że należy ona do gatunku literackiego, który opisuje życie osób „sin voz” (z hiszp. bez głosu). Sam Barneta uważa, że novela-testimonio powinna przedstawiać rzeczywistość i wydarzenia ją kształtujące, za pomocą własnych słów osoby charakterystycznej dla danego społeczeństwa.
Novela-testimonio jest również uważana za gatunek literacki o charakterze hybrydowym, który pozwala na ponowne przeanalizowanie poszczególnych aspektów rzeczywistości w obrębie narracji, tak aby nie naruszyć obiektywizmu opowiadanego materiału.
Ponadto technika narracyjna zastosowana w novela-testimonio wymaga całkowitego ominięcia bądź zręcznego ukrycia „ja”, czyli „ego” pisarza. W ten sposób autor pozostaje w cieniu i pozwala być osobie opowiadającej głównym bohaterem danej historii. Ważnym elementem tego gatunku jest język. Jest to zarówno połączenie syntaksy, jak i ulotnych części języka takich jak gestykulacja i modulacja głosu, która wpływa na indywidualny język danej osoby i ostateczną percepcję całej rozmowy. Najważniejszą cechą języka użytego w novela-testimonio jest to, że opiera się on na języku mówionym, dzięki czemu nadaje tekstowi żywy aspekt. Pisarz wychwytuje charakterystyczny ton wypowiedzi rozmówcy i zachowuje jego anegdoty. Pozostaje wierny wielu rzeczom, jednak nadanie całemu tekstowi ostatecznej formy leży w jego gestii. W przypadku novela-testimonio bardzo ważne są cechy samego autora: jego wrażliwość, kultura, dojrzałość literacka i ideologiczna.

## Charakterystyka Estebana Montejo
Za jedną z najważniejszych cech charakteru Montejo zdecydowanie trzeba uznać jego indywidualizm. Przy każdej możliwej sytuacji podkreśla on, że zawsze był separatystą. Cechuje go wyjątkowa spostrzegawczość i zaradność. Jest pracowity, obowiązkowy i uczciwy. Nie popiera pijaństwa, bijatyk, przestępczości. Nie jest człowiekiem wierzącym, jednak wykazuje głęboki szacunek do każdej z religii. Z zainteresowaniem słucha starych locumi i congo, ponieważ wie, że ich wiedza jest bardzo cenna. Jego największą słabością i narkotykiem od zawsze były kobiety.

## Fabuła
Polska wersja książki opatrzona jest jedynie wstępem samego autora oraz spisem treści (w wersji oryginalnej znaleźć można również glosariusz najważniejszych terminów). Tekst podzielony jest na trzy główne części:
- Niewolnictwo:
  - Życie w czworakach
  - Życie w lesie
- Zniesienie niewolnictwa:
  - Życie w cukrowniach
- Wojna o niepodległość:
  - Życie w czasie wojny

Pierwsza części książki zatytułowana „Niewolnictwo” rozpoczyna się dygresją Montejo na temat nieba, afrykańskich bóstw i prawdziwej, według niego, przyczyny niewolnictwa. Swoją opowieść rozpoczyna od dzieciństwa – kiedy się urodził, skąd się wzięło jego imię i kim byli jego rodzice chrzestni. Opowiada o złym traktowaniu niewolników, o pracy w cukrowniach i o ich bezwzględnych właścicielach. Wspomina życie w czworakach i osoby w nich mieszkające. Nawiązuje do zwyczajów locumi oraz congo. Tłumaczy grę w „monte” i tańce „yuka” i „mani”. Przywołuje w pamięci smaki, zapachy i kobiety.
Później Montejo przechodzi do opowieści o okresie, który z pewnością go ukształtował – o życiu w lesie. Tłumaczy, co musiał zrobić, aby przeżyć. Dzieli się wiedzą o roślinach leśnych i ich leczniczych właściwościach. Opowiada o mieszkaniu w jaskini, o niebezpiecznych wężach „majá” i innych zwierzętach, jakie napotkał na swojej drodze. Ta część jego życia jest historią o wolności i całkowitej niezależności.
Drugi rozdział dotyczący zniesienia niewolnictwa na Kubie jest najobszerniejszą częścią książki. Montejo opisuje w nim swoje życie po wyjściu z lasu po ogłoszeniu upadku niewolnictwa w 1886 roku. Opowiada o pracy w cukrowniach Purio i Ariosa. O zwyczajach pracowników, o wynagrodzeniu, o relacjach międzyludzkich. Przytacza najważniejsze święta, które były hucznie obchodzone w niedaleko znajdujących się miejscowościach takich jak Remedios. Wspomina magię obecną w czworakach, czarownice i wielką siłę religii palo. Nie zapomina, oczywiście, o postaciach tak bliskich jego sercu, kobietach.
Ostatnia część poświęcona jest Wojnie o Niepodległość, w której uczestniczył Montejo. Mężczyzna opisuje życie w czasie wojny – krwawą walkę w Mal Tiempo i innych częściach wyspy. Charakteryzuje grupy „mambi”, strukturę innych batalionów i przytacza nazwiska przywódców. Z odrazą wyraża się o większości z nich. Wspomina ich przewinienia, obłudę i zdrady. Pokazuje swoją głęboko zakorzenioną nienawiść do partyzantów walczących po stronie Hiszpanii. Swoją historię kończy opowieścią o powojennej Kubie, o ogromnym wpływie Amerykanów i powrocie do rozczarowującej rzeczywistości.

## Znaczenie twórczości Miguela Barneta
Elżbieta Skłodowska określa Miguela Barneta jako pioniera literatury o charakterze świadectwa w Ameryce Łacińskiej i uważa go za jednego z najważniejszych twórców współczesnej literatury kubańskiej. Jego dorobek obejmuje poezję i badania etnograficzne, jednak rozgłos zdobył głównie dzięki swoim narracjom. Skłodowska zauważa jedną charakterystyczną cechę występującą w każdym rodzaju jego twórczości – według niej Barnet skupia się na wydobyciu historii społeczności kubańskiej, autoanalizie egzystencjonalnej jej marginalnych członków i autoekspresji za pomocą spontanicznego języka mówionego. Autorka zwraca również uwagę na istnienie pewnego związku pomiędzy Biografią i pikareską – obecność narratora-bohatera i jego specyficzny, prosty humor. Oprócz analizy samego gatunku, Skłodowska docenia umiejętne wykorzystanie narzędzi badań etnologicznych i kunszt pisarski samego Barneta. Według niej, autorowi udało się doskonale ominąć swoje własne ego. Ponadto, wykazał się on dobrą znajomością realiów danej epoki i naturalną zdolnością uchwycenia subtelności języka mówionego. Dzięki temu znakomicie udało mu się znaleźć złoty środek między świadectwem, a opowieścią autobiograficzną, w postaci novela-testimonio.

## Wpływy i adaptacje
- Kompozytor Hans Werner Henze, zainspirowany książką Miguela Barneta, napisał utwór El Cimarrón.

- Na podstawie Biografii niewolnika powstał również dokument pod tytułem Cimarrón, historia de un esclavo wyreżyserowany przez Juana Carlosa Tabío.